# Triphaenopsis postflava
Triphaenopsis postflava är en fjärilsart som beskrevs av John Henry Leech 1900. Triphaenopsis postflava ingår i släktet Triphaenopsis och familjen nattflyn. Inga underarter finns listade i Catalogue of Life.